# Pausânias de Atenas
Pausânias(pt-BR) ou Pausânio(pt-PT?) (em grego:  Παυσανίας; Atenas Antiga, c. 420 a.C.) foi um sofista ateniense do demo Cerameis [en] e amante do poeta Agatão.
Embora Pausânias exerça um papel significativo em O Banquete de Platão, sabe-se muito pouco sobre ele. As anedotas antigas tendem a abordar seu relacionamento com Agatão e não fornecem informações sobre suas realizações pessoais. Por volta de 407 a.C., ele e Agatão se mudaram de Atenas para corte do rei macedônio Arquelau.
Pausânias aparece brevemente em dois outros diálogos socráticos: Protágoras, de Platão; e Simpósio, de Xenofonte. Ele também é mencionado no Livro V de Dipnosofistas, de Ateneu, e no Livro II da Varia Historia, de Cláudio Eliano.